# Barbarian Queen
Barbarian Queen ist ein US-amerikanisch-argentinischer Fantasyfilm aus dem Jahr 1985. Der Barbarenfilm hatte mit Barbarian Queen II 1989 einen Nachfolger. Der Film kam nicht in die deutschen Kinos und erschien im März 1986 auf VHS.

## Handlung
Irgendwann während der frühen Eisenzeit bereiten die Bewohner eines einfachen Dorfes die Hochzeit ihres Prinzen Argon mit der schönen Amathea vor, als sie plötzlich von königlichen Truppen angegriffen und ausgeplündert werden. Nur Amathea kann mit zwei der stärksten Kriegerinnen entkommen. Diese setzen nun alles daran, die Schwester von Amathea, die als Sklavin des Königs gefangengehalten wird, und Argon, der in die Arena der Gladiatoren verschleppt wurde, zu befreien. Nachdem ihre Mitstreiterinnen getötet worden sind und Amathea selbst brutal gefoltert worden ist, wird sie von einer im Untergrund lebenden Widerstandsbewegung befreit, der sie sich zur Rache ihres Dorfes und zur Rettung der Sklaven anschließt.

## Hintergrund
Die Dreharbeiten fanden in Argentinien statt.

## Kritik
„Brutales und triviales Fantasy-Abenteuer um stolze, kampferprobte Frauen und muskelbepackte Männer, produziert von Roger Cormans neuester Produktionsfirma in ältester Tradition einschlägiger ‚Amazonen‘-Filme“, befand das Lexikon des internationalen Films.

## Indizierung
Die Bundesprüfstelle für jugendgefährdende Medien indizierte den Film am 4. Dezember 1986 (Nr. 2737). Nach einer Entscheidung vom 21. November 2011 (Pr. 1198/11) und Veröffentlichung im Bundesanzeiger wurde er am 30. November 2011 wieder von der Liste gestrichen.